# Mikołaj Kozakiewicz
Mikołaj Kozakiewicz (Slonim, 24 dicembre 1923 – 22 novembre 1998) è stato un politico, insegnante e letterato polacco.

## Biografia
Fu Maresciallo del Sejm dal 4 luglio 1989 al 31 dicembre 1989, dal 4 luglio 1989 al 24 novembre 1991 e dal 25 novembre 1991 al 14 ottobre 1993.